# Andrijan Grigorjevics Nyikolajev
Andrijan Grigorjevics Nyikolajev (csuvas: Андриян Григорьевич Николаев) (Sorseli, 1929. szeptember 5. – Csebokszári, 2004. július 3.) csuvas nemzetiségű szovjet űrhajós. 1962-ben a Vosztok–3-on repülve időtartamrekordot állított fel.

## Élete
1955-ben a repülőtiszti főiskola elvégzését követően a hadsereg szolgálatában tevékenykedett. 1960-tól részesült űrhajóskiképzésben. 
Két űrrepülést végzett, először a Vosztok–3 űrhajón repült 1962-ben, majd a Szojuz–9-en 1970-ben. Az utóbbin időtartamrekordot döntött. Tartalék volt a Vosztok–2 és a Szojuz–8 repüléseken. 1963-ban Valentyina Tyereskovával, az első űrhajósnővel házasodott össze. Egy közös lányuk született, Jelena. 1982-ben elváltak.
1992-ben vonult nyugállományba. Ezt követően a Moszkva melletti Csillagvárosban élt. 2004. július 3-án hunyt el szívrohamban a csuvasföldi Csebokszáriban, ahol egy sportversenyen vett részt. A Csuvas Köztársaság elnökének rendelete alapján szülőfalujában temették el, ahol 1972-ben Űrhajózási Múzeumot is nyitottak. Az eset nagy botrányt kavart Oroszországban. Végül Nyikolajevet a Csillagvárosban újratemették.
Űrrepüléseiért mindkét alkalommal megkapta a Szovjetunió Hőse kitüntetést, majd később a Lenin-rendet és a Magyar Népköztársaság Zászlórendjét is. Emlékére a Hold túlsó oldalán krátert neveztek el róla.

## Repülések
(zárójelben a repülés ideje)
- Vosztok–3 (1962. augusztus 11. – 1962. augusztus 15.)
- Szojuz–9 (1970. június 1. – 1970. június 19.)